# Криже (Ново Место)
Криже (словен. Križe) је насељено место у општини Ново Место, регија Југоисточна Словенија, Словенија.

## Историја
До територијалне реорганизације у Словенији било је у саставу старе општине Ново Место. Као самостално насеље, Криже постоје од 1992. године. Настало је спајањем издвојених делова из насеља Потов Врх, Велике Бруснице и Велики Слатник.

## Становништво
У попису становништва из 2011. године, Криже је имало 96 становника.
| Број становника према пописима | Број становника према пописима |
| ------------------------------ | ------------------------------ |
| 2002                           | 2011                           |
| 88                             | 96                             |

Напомена: Године 1992. настала спајањем посебних делова из насеља Потов Врх, Велике Бруснице и Велики Слатник.